# J. Fontana da Silveira
José Fontana da Silveira (Lisboa, 28 de Novembro de 1891- Lisboa, 1974), foi um escritor, jornalista e dramaturgo português. 
Colaborou em diversos periódicos e publicou uma grande quantidade de obras literárias, nomeadamente livros para crianças. Escreveu inúmeras obras teatrais. 

## Obras
- Cárta abérta a um jovem proletário, Lisboa : Elizeu Justo, 1910
- Analysando... : ensaios de critica social, Evora : Minerva Commercial, 1911
- Uma lição : comédia, Lisboa : Revista Infantil, 1922
- Harmonias Espirituais, [S.l. : s.n.] 1922 ( São Paulo: -- Imp. Tipográfica "O Pensamento)
- Jardim da infância : contos para creanças, Lisboa : Ed. Rev. Infantil, 1924
- Jazz-Bond infernal : terceto, Lisboa : Ferreira e Franco, 1934
- O Zé e Zefa : dueto, Lisboa : Ferreira e Franco, 1934
- Á procura de padrinhos : monólogo para menina, Lisboa : Ferreira e Franco, 1934
- O valentão : diálogo para dois meninos, Lisboa : Ferreira e Franco, 1934
- Falsa acusação : monólogo dramático para menino, Lisboa : Ferreira e Franco, 1934
- O ardina : monólogo para menino, Lisboa : Ferreira e Franco, 1934
- Dois crimes misteriosos : peça policial em 3 actos, Lisboa : Ferreira e Franco 1934
- O analfabeto : diálogo dramático para um homem e uma senhora : teatro para artistas e amadores, [S.l. : s.n.], 1935 ( Portalegre : -- Tip. Luzitana)
- O az do pião : cançoneta para menino, [S.l. : s.n.], 1935 ( Lisboa : -- Tip. Pinheiro & Dias)
- Com a sombrinha : cançoneta para menina : teatro para artistas e amadores, [S.l. : s.n.], 1935 ( Portalegre : -- Tip. Luzitana)
- Criada... para pouco serviço : teatro para artistas e amadores / José Fontana da Silveira ; música A. Júlio Machado, [S.l. : s.n.], 1935 ( Lisboa : -- Tip. Pinheiro & Dias)
- As formigas : momólogo para crianças : teatro para artistas e amadores, [S.l. : s.n.], 1935 ( Portalegre : -- Tip. Luzitana)
- Já sou dona de casa : cançoneta para menina : teatro para artistas e amadores, [S.l. : s.n.], 1935 ( Lisboa : -- Tip. Pinheiro & Dias)
- A menina do riso : cançoneta para menina : teatro para artistas e amadores, [S.l. : s.n.], 1935 ( Portalegre : -- Tip. Luzitana)
- A menina dos contos : comédia em três actos : teatro para artistas e amadores, [S.l. : s.n.], 1935 ( Portalegre : -- Tip. Luzitana)
- Não vás aos ninhos! : diálogo para meninos : teatro para artistas e amadores, [S.l. : s.n.], 1935 ( Portalegre : -- Tip. Luzitana)
- Paulo, o capataz : teatro para artistas e amadores, [S.l. : s.n.], 1935 ( Portalegre : -- Tip. Luzitana)
- A presunçosa : cançoneta para senhora : teatro para artistas e amadores / José Fontana da Silveira ; música A. Júlio Machado, [S.l. : s.n.], 1935 ( Portalegre : -- Tip. Luzitana)
- Que saia! : cançoneta para senhora : teatro para artistas e amadores / José Fontana da Silveira ; música A. Júlio Machado, [S.l. : s.n.], 1935 ( Portalegre : -- Tip. Luzitana)
- Quero ser general! : teatro para artistas e amadores / José Fontana da Silveira ; música A. Júlio Machado, [S.l. : s.n.], 1935 ( Lisboa : -- Tip. Pinheiro & Dias)
- T.S.F. : teatro para artistas e amadores / José Fontana da Silveira ; música A. Júlio Machado, [S.l. : s.n.], 1935 ( Portalegre : -- Tip. Luzitana)
- Três... desportistas : terceto para uma menina e dois meninos : teatro para artistas e amadores / José Fontana da Silveira ; música A. Júlio Machado, [S.l. : s.n.], 1935 ( Portalegre : -- Tip. Luzitana)
- Crianças bem fadadas, Porto : Liv. Escolar Progredior, 1936
- Histórias de animais : contos para crianças, Angra do Heroísmo : Editora Andrade, 1937
- Histórias da nossa história, Porto : Liv. Progredior, 1940
- O correspondente comercial : noções práticas e modernas da maior utilidade para profissionais, estudantes, etc., Porto : Livr. Escolar Progredior, 1937, 2ª ed: 1941.
- Livro maravilhoso, Porto : Livr. Progredior, 1940
- Como triunfar no comércio, Porto : Liv. Escolar Progredior, 1942; 2a ed., rev. e aument: 1953
- O pensamento universal, Porto : Liv. Progredior, 1944
- Fábulas e lendas : para as crianças, Porto : Liv. Progredior, imp. 1945
- Herança inesperada, [S.l. : s.n.], 1949 ( Porto : -- Progredior)
- Crianças e animais, [S.l. : s.n.], 1949 ( Porto : -- Progredior)
- Serões do avozinho, [S.l. : s.n.], 1949 ( Porto : -- Progredior)
- O cavaleiro sem medo, Porto : Progredior, 1952
- A ratinha parda ; adapt. por J. Fontana da Silveira ; il. de Dinis Tâmega de Sousa, Porto : Progredior, 1952
- Dicionário comercial : teórico, prático e ilustrado, Porto : Domingos Barreira, [1952]
- Manual do praticante de escritório, Porto : Progredir, imp. 1958
- Os grandes trabalhadores, Porto : Livr. Progredior, 1960
- O guarda-livros prático, Porto : Progredior, Porto : 1939, 2ª ed: 1941, 3ª ed. 1945, 4a ed: 1961
- Heroínas do trabalho, Porto : Progredior, [D.L. 1963]